# Ліснеу-Вале
Ліснеу-Вале (рум. Lisnău-Vale) — село у повіті Ковасна в Румунії. Входить до складу комуни Озун.
Село розташоване на відстані 148 км на північ від Бухареста, 15 км на південний схід від Сфинту-Георге, 27 км на північний схід від Брашова.

## Населення
За даними перепису населення 2002 року у селі проживали 87 осіб.
Національний склад населення села:
| Національність | Кількість осіб | Відсоток |
| -------------- | -------------- | -------- |
| угорці         | 46             | 52,9%    |
| румуни         | 40             | 46,0%    |

Рідною мовою назвали:
| Мова      | Кількість осіб | Відсоток |
| --------- | -------------- | -------- |
| угорська  | 47             | 54,0%    |
| румунська | 40             | 46,0%    |